# Дяра
Дя́ра (также Дьара, Джара) — река в Оленёкском районе Якутии и Эвенкийском районе Красноярского края России, правый приток Кукусунды (бассейн Оленька). Длина реки — 191 км (от истока Сенгю — 237 км), площадь водосборного бассейна — 4700 км².
Исток реки находится на Среднесибирском плоскогорье, к югу от Анабарского плато, на высоте более 265 м над уровнем моря. От истока течёт преимущественно на северо-восток. После впадения Сенгю поворачивает на восток, а после впадения Анньар-Сяне — на юго-восток. В среднем течении, перед впадением Хатыски вновь устремляется на восток и северо-восток. Протекает по незаселённой местности, где преобладает лиственничная тайга и лесотундра с обилием термокарста. Впадает в Кукусунду справа в 54 км от её устья, на высоте 152 м над уровнем моря. В нижнем течении ширина русла составляет 50-80 м при глубине 1-1,4 м, скорость течения — 0,4 м/с.
Питание в основном снеговое. Замерзает с первой половины октября до конца мая-начала июня.

## Основные притоки
Указаны поименованные притоки длиной 30 км и более.
| Название            | Расстояние от устья | Длина | Положение |
| ------------------- | ------------------- | ----- | --------- |
| Хатыска             | 63                  | 30    | правый    |
| Анньар-Сяне         | 103                 | 48    | левый     |
| Сенгю               | 115                 | 122   | левый     |
| Сергей-Алылах-Юряге | 129                 | 35    | правый    |
| Ырас-Сала           | 156                 | 35    | правый    |
| Кистях              | 158                 | 30    | левый     |

## Данные водного реестра
По данным государственного водного реестра России и геоинформационной системы водохозяйственного районирования территории РФ, подготовленной Федеральным агентством водных ресурсов:
- Бассейновый округ — Ленский
- Речной бассейн — Оленёк
- Речной подбассейн — нет
- Водохозяйственный участок — Оленёк от истока до водомерного поста ГМС Сухана
- Код объекта в государственном водном реестре — 18020000112117600051745[5].